# Мужун Бао
Мужун Бао (спрощ.: 慕容宝; кит. трад.: 慕容寶; піньїнь: Mùróng Bǎo; 355-398) — другий імператор Пізньої Янь періоду Шістнадцяти держав.

## Життєпис
Був четвертим сином Мужун Чуя. 358 року його мати була звинувачена в чаклунстві, й померла у в'язниці, а батько був засланий на посаду губернатора віддаленої провінції Пінчжоу (східна частина сучасного Ляоніну).
369 року Мужун Бао разом з батьком та іншими членами родини втік до Ранньої Цінь. Після того, як 370 року було вбито його старшого брата Мужун Ліна, Мужун Бао став офіційним спадкоємцем батька. 383 року брав участь у поході цінського війська проти імперії Цзінь, що був невдалим.
З часом з'ясувалось, що Мужун Бао не надто здібний до військової справи, але має хист до державного управління, тому коли батько вирушав у військові походи, його син залишався керувати столицею. 388 року Мужун Чуй передав Мужун Бао більшість із державних справ, залишивши собі тільки найважливіші.
396 року Мужун Чуй помер, після чого Мужун Бао зійшов на престол. Ставши імператором, він призначив спадкоємцем престолу свого третього сина Мужун Це. Таке не сподобалось його другому сину Мужун Хуею, який був улюбленцем покійного Мужун Чуя та розраховував на трон, тому вирішив підбурити повстання. Однак Мужун Бао було не до того: війська Північної Вей несподівано напали на провінцію Бінчжоу (північ сучасної Шаньсі) і, розбивши тамтешні війська, повернули на схід на янську столицю Чжуншань. Мужун Бао вирішив зосередитись на обороні столиці, однак вейські війська почали захоплювати території, в результаті чого до весни 397 року під владою Мужун Бао залишились тільки Чжуншань та Єчен. Вейський правитель Тоба Гуй довідався про повстання в янській столиці та запропонував Мужун Бао мир, але той відкинув пропозицію. Мужун Бао спробував атакувати вейську армію, що відходила, втім зазнав поразки та значних втрат.
Тим часом повстав Мужун Хуей. Мужун Бао сховався в старій сяньбійській столиці, місті Лунчен, а Мужун Хуей узяв її в облогу, однак зазнав несподіваного удару від Гао Юня, й відступив до Чжуншаня. Мужун Бао після цього зробив Гао Юня своїм прийомним сином і надав йому княжий титул.
Поки Мужун Бао перебував у Лунчені, він втратив контакт із Чжуншанем та Єченом. Мужун Сян (нащадок Мужун Хуана) влітку 397 року проголосив себе в Чжуншані імператором, але був схоплений та вбитий Мужун Лінем (молодшим братом Мужун Бао), який, у свою чергу, теж проголосив себе імператором. Однак Чжуншань після цього захопили війська Північної Вей, і Мужун Лінь утік до Єчена, де, відмовившись від імператорського титулу, спонукав захисника Єчена — дядька Мужун Бао Мужун Де — втекти на південний берег Хуанхе. Мужун Де так і вчинив, 398 року проголосивши в Хуатаї створення незалежної держави Південна Янь. Ще не знаючи про це, Мужун Бао вивів армію з Лунчена для того, щоб відвоювати територію в Північної Вей, однак генерал Дуань Сугу підбурив повстання, й армія залишила Мужун Бао, який був змушений тікати назад до Лунчена. Дуань Сугу взяв в облогу Лунчен, однак Мужун Бао й Мужун Шен встигли втекти до того, як місто здалось. Вони розраховували на допомогу Мужун Де, втім лише в околицях Хуатая довідались, що той проголосив незалежність, і повернули назад. Мужун Бао вирішив повернутись до Лунчена, натомість Мужун Шен обрав шлях продовження спротиву й залишив його. Владу в Лунчені тим часом захопив Лань Хань (дядько Мужун Чуя), за наказом якого Мужун Бао був страчений перед брамою Лунчена.